# Dan Ar Braz
Dan Ar Braz, eigenlijke naam Daniel Le Bras, (Quimper (Bretagne), 15 januari 1949) is een Frans gitarist en zanger.

## Loopbaan
Zijn muzikale carrière begon toen hij tijdens een cursus de toen zeer beroemde folkzanger Alan Stivell ontmoette. Dan zou van 1967 tot 1977 in Stivells groep blijven, die Keltische folkmuziek speelde. In 1977 nam Dan Ar Braz (de Bretonse vertaling van zijn naam) zijn eerste soloalbum Douar Nevez op. Binnen vier jaar zouden nog vier soloalbums volgen, waarvan het derde, Kicking Mule geheel gewijd was aan Ierse muziek. Ook in de jaren 80 bracht Dan Ar Braz nog vele albums uit.
In 1992 vroeg de organisator van het Festival de Cornouailles, een jaarlijks terugkerend festival dat in Quimper plaatsvindt, of Dan Ar Braz het Keltische folkdeel van het festival van 1993 wilde organiseren. Met 70 Keltische muzikanten trad Dan Ar Braz dat jaar op op het festival, onder de naam L'Héritage des Celtes. De groep had zoveel succes, dat een viertal albums volgde, een studioalbum Héritage des Celtes, een live-album en in 1997 het album Finisterres. Het lied Language of the Gaels dat gaat over het verdwijnen van de Keltische taal en de hoop op overleving ervan op de Westelijke eilanden, in het Schots-Gaelisch gezongen door Karen Matheson, werd een grote hit.
In 1996 vertegenwoordigde Dan Ar Braz Frankrijk op het Eurovisiesongfestival met het nummer Diwanit bugale, dat onder andere ook gezongen werd door Karen Matheson in het Bretons.

## Discografie
- Stations (1973)
- Douar Nevez (1977)
- Allez dire à la Ville (1978)
- The Earth's Lament (1979)
- Kicking Mule (1979)
- Accoustic (1981)
- Anne de Bretagne (1983)
- Musique pour les silences à venir (1985)
- Septembre Bleu (1988)
- Songs (1990)
- Borders of Salt (1991)
- Les îles de la mémoire (1992)
- Rêve de Siam (1992)
- Xavier Grall chanté par Dan Ar Braz (1992)
- Theme for the Green Lands (1994)
- Héritage des Celtes (1994)
- Héritage des Celtes en concert (1995)
- Héritage des Celtes: Finisterres (1997)
- Héritage des Celtes: Zénith (1998)
- Bretagnes à Bercy (1999)
- La Mémoire des Volets Blancs (2001)
- Made in Breizh (2003)
- Celtiques (2003)
- A toi et ceux (2003)
- Frontières de sel (2006) CD&DVD
- Les Perches du Nil (2007)
- Comptines celtiques et d'ailleurs (2009)
- Celebration (2012)
- Cornouailles Soundtrack (2015)